# Euherbstia excellens
Euherbstia excellens là một loài ong trong họ Andrenidae. Loài này được Friese miêu tả khoa học đầu tiên năm 1925.